# الیسابتا لیپا

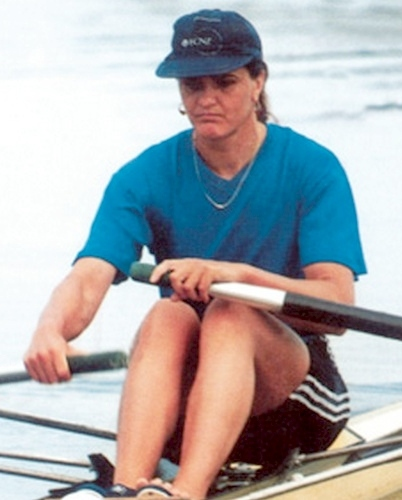
الیسابتا لیپا در سال ۱۹۹۲

الیسابتا لیپا (رومانیایی: Elisabeta Lipă) ورزشکار زن رشتهٔ روئینگ اهل رومانی است. وی در بین سال‌های ‎۱۹۸۴ تا ۲۰۰۰ میلادی در مسابقات بازی‌های المپیک تابستانی در مجموع ۸ مدال، شامل ۵ مدال طلا و ۲ نقره و ۱ برنز را کسب کرد.